# Мийя (философ)
Мийя или Мия (др.-греч. Μυῖα, буквально Муха; VI век до н. э.) — дочь древнегреческого философа Пифагора и его жены Феано.
В древних источниках она упоминается как женщина-пифагорейка. Согласно этим источникам, Мийя жила в конце VI века до н. э. в южной Италии, которую тогда заселили греки.
Неоплатоник Порфирий упоминает Мийю как дочь Пифагора и Феано, дочери пифагорейца Бронтина. Порфирий сообщает, что Мийя была автором пифагорейских сочинений. Эти работы сейчас утеряны. Единственное, что сохранилось, — заведомо поддельное письмо, датируемое III или II веком до н. э., которое она якобы отправила женщине по имени Филлис. В нём Мийя обсуждает важность удовлетворения потребностей новорождённого ребёнка в соответствии с принципом гармонии. По словам автора, младенец от природы желает умеренности во всём, например, в еде, одежде, отоплении и т. д., также автор советует, как выбрать кормилицу (популярная тема в эллинистической литературе).
Порфирий пишет, что дочь Пифагора с детства играла ведущую роль среди девочек её возраста, а затем и среди женщин в Кротоне, где жил её отец. Отличалась образцовым религиозным поведением. В этом сообщении, о котором также пишет позднеантичный неоплатоник Ямвлих Халкидский, Порфирий ссылается на исторический труд Тимея из Тавромения, который не сохранился.
Лукиан в своей книге «Похвала мухе» пишет, что он мог бы многое сказать о пифагорейке Мийе, если бы не тот факт, что её история известна всем.
Ямвлих также сообщает, что дочь Пифагора вышла замуж за атлета Милона Кротонского.